# 1794 Finsen
1794 Finsen је астероид главног астероидног појаса. Приближан пречник астероида је 37,31 km,
а средња удаљеност астероида од Сунца износи 3,128 астрономских јединица (АЈ).
Инклинација (нагиб) орбите у односу на раван еклиптике је 14,504 степени, а орбитални период износи 2021,185 дана (5,533 година). Ексцентрицитет орбите астероида износи 0,154.
Апсолутна магнитуда астероида износи 11,08 а геометријски албедо 0,046.
Астероид је откривен 7. априла 1970. године.